# NGC 217
NGC 217 es una galaxia espiral de tipo S0-a que se encuentra en la constelación de Cetus. Su magnitud aparente es 12,6 y su brillo superficial medio es 13,0 mag/arcsec2. Desde nuestra perspectiva se muestra prácticamente de perfil.
Fue descubierta el 28 de noviembre de 1785 por William Herschel.